# Subijana de Álava
Subijana de Álava en espagnol ou Subillana-Gasteiz en basque est une commune ou une contrée appartenant à la municipalité de Vitoria-Gasteiz dans la province d'Alava, située dans la Communauté autonome basque en Espagne.

## Histoire
On trouve une mention écrite (1025) à San Millán de la Cogolla sous le nom de Suvillana.

## Personnalités liées à la commune
- Simón de Anda y Salazar né en 1709 : a été Président du tribunal de l'Audience royale à Manille. Charles III l'avait nommé Capitaine des Philippines.

## Voir également
- Liste des municipalités de la province d'Alava